# Adzsiszukitakahikone
Adzsiszukitakahikone (アヂスキタカヒコネ, 阿遅高日子根神, 阿遅志貴高日子根神, 阿治志貴高日子根神; Hepburn:  Ajisukitakahikone), más néven Adzsisikitakahiko no kami, Kamo no ómikami, sintó isten, a „klasszikus istenek” egyike (akik szerepelnek a két őskrónikában, a Kodzsikiban és a Nihon sokiban). Egyebek közt a mennydörgés istene, mivel csecsemőkorában annyit sírt, hogy a dajkáinak egy lépcsősoron kellett fel-alá hordozniuk, majd csónakba tették, és Adzsiszukitakahikone vég nélkül körözött a japán szigetek körül: ez volna az oka annak, hogy a mennydörgést előbb közeledni, majd távolodni halljuk.
Ókuninusinak és Tagiribime no mikotónak (Szuszanoo lányának) a fia. A krónikák szerint annyira hasonlított a vejéhez, Amevakahikóhoz, hogy amikor az meghalt, a gyászházban a rokonság összetévesztette vele. Haragjában, amiért halállal szennyezettnek hitték, Adzsiszukitakahikone széttaposta a házat, abból lett a Mino tartománybeli Mojama hegy.
A régi tartományi évkönyvek (fudoki) több helyet is megjelölnek, ahol „eltemették”, vagyis ahol a lelke lakozik, ezek között első helyen áll az Izumo tartománybeli (ma: Nara prefektúra) Kacuragi-hegy Kamo-szentélye.